# Philip Arditti
Philip Arditti es un actor italo-británico, más conocido por haber interpretado a Uday Hussein en House of Saddam y a Majit en la serie Son.

## Biografía
Philip se entrenó en el Royal Academy of Dramatic Art "RADA".

## Carrera
En 2004 interpretó a Nikos Siranidis en la serie médica británica Casualty. En 2005 apareció en un episodio de la cuarta temporada de la exitosa serie de espías Spooks, donde interpretó a Louis Khurvin. En 2008 se unió al elenco de la miniserie House of Saddam, donde interpretó a Uday Hussein. Ese mismo año apareció en la serie Spooks: Code 9, donde dio vida a Abid Malik; la serie es el spin-off de la popular Spooks.
En 2013 interpretó al gobernador Kasim Bey en un episodio de la segunda temporada de la serie francesa-alemana Borgia. Ese mismo año apareció en un episodio de la miniserie Da Vinci's Demons, donde interpretó al rey Fernando II de Aragón. También apareció en la película Red 2, donde interpretó a Arman; la película es la segunda entrega de la exitosa Red. En 2014 apareció en la miniserie The Honourable Woman, donde dio vida a Saleh Al-Zahid.

## Filmografía

### Series de televisión
| Año  | Título                         | Personaje                 | Notas                                |
| ---- | ------------------------------ | ------------------------- | ------------------------------------ |
| 2015 | Tyrant                         | -                         | 2 episodios                          |
| 2015 | Humans                         | Salim Sadik               | episodio # 1.1                       |
| 2015 | Spotless                       | Veysel                    | 2 episodios                          |
| 2014 | Ripper Street                  | Ezra Marvell              | episodio "Ashes and Diamonds"        |
| 2014 | The Honourable Woman           | Saleh Al-Zahid            | 5 episodios - miniserie              |
| 2014 | Game of Thrones                | Goat Herd                 | episodio "The Laws of Gods and Men"  |
| 2013 | Strike Back: Shadow Warfare    | Quessam                   | 3 episodios                          |
| 2013 | Da Vinci's Demons              | Rey Fernando II de Aragón | episodio "The Tower"                 |
| 2013 | Borgia                         | Kasim Bey                 | episodio "The Time of Sweet Desires" |
| 2012 | New Tricks                     | Mehtin Topal              | episodio "Dead Poets"                |
| 2012 | Twenty Twelve                  | Saleem Ahmed              | episodio "Boycott: Part 2"           |
| 2012 | Son                            | Majit                     | 6 episodios                          |
| 2012 | Above Suspicion: Silent Scream | George Peroz              | episodio # 1.1                       |
| 2010 | Any Human Heart                | Señor Fernández           | episodio # 1.2                       |
| 2010 | Accused                        | Hamid                     | episodio "Frankie's Story"           |
| 2010 | Five Days                      | Doctor Haydat             | 3 episodios                          |
| 2009 | Father & Son                   | Suliman                   | 3 episodios                          |
| 2008 | Silent Witness                 | Melik Burak               | 2 episodios                          |
| 2008 | Spooks: Code 9                 | Abid Malik                | 2 episodios                          |
| 2008 | House of Saddam                | Uday Hussein              | 4 episodios - miniserie              |
| 2008 | 10 Days to War                 | Haidar                    | episodio "Blowback"                  |
| 2007 | The Whistleblowers             | Mehmet Kunac              | episodio "Fit for Purpose"           |
| 2006 | Caerdydd                       | Arun                      | -                                    |
| 2005 | Spooks                         | Louis Khurvin             | episodio # 4.9                       |
| 2004 | Casualty                       | Nikos Siranidis           | episodio "Who Knows Best"            |

### Películas
| Año  | Título                   | Personaje              | Notas |
| ---- | ------------------------ | ---------------------- | --- |
| 2015 | The Danish Girl          | Dr. McBride            | junto a Alicia Vikander, Eddie Redmayne, Ben Whishaw, Matthias Schoenaerts, Amber Heard y Emerald Fennell      |
| 2014 | Exodus: Gods and Kings   | Ayudante de Hegep      | junto a Christian Bale, Joel Edgerton, Aaron Paul, John Turturro, Ben Kingsley y Sigourney Weaver              |
| 2014 | Monsters: Dark Continent | Khalil                 | junto a Johnny Harris, Sam Keeley, Joe Dempsie, Kyle Soller, Nicholas Pinnock y Parker Sawyers                 |
| 2013 | RED 2                    | Arman                  | junto a Bruce Willis, Anthony Hopkins, John Malkovich, Helen Mirren, Mary-Louise Parker & Catherine Zeta-Jones |
| 2012 | Born of War              | Khalid                 | junto a James Frain, Sofia Black-D'Elia, Michael Brandon, Michael Maloney, Christian Kinde & Lydia Leonard     |
| 2012 | Interview with a Hitman  | Kovacs                 | junto a Luke Goss, Caroline Tillette, Stephen Marcus, Danny Midwinter & Ray Panthaki                           |
| 2012 | John Carter              | Spotter                | junto a Taylor Kitsch, Lynn Collins, Samantha Morton, Willem Dafoe & Thomas Haden Church                       |
| 2011 | Women and Children       | Chris                  | junto a Louise Bush, Matthew Cullum, Mark Doyle & Rosie Thomson                                                |
| 2010 | Brotherhood              | Rafiq                  | corto - junto a Leigh Cooper & Abdullah Gurlek                                                                 |
| 2009 | Vidiotic                 | -                      | junto a Tom Andrews, Laura Pyper & Lyndon Ogbourne                                                             |
| 2008 | Happy-Go-Lucky           | Estudiante de Flamenco | junto a Sally Hawkins, Elliot Cowan, Alexis Zegerman & Andrea Riseborough                                      |
| 2006 | Really                   | Izzy                   | junto a Kirsty Bushell, Mark Doyle & Niky Wardley                                                              |
| 2006 | Chicken Soup             | Khal                   | corto - junto a Rosie Álvarez, Clare Bateman-King & Shauna Macdonald                                           |
| 2005 | Chopratown               | Ozdemir Ergun          | junto a Sanjeev Bhaskar, Neil Stuke, Omid Djalili & Morwenna Banks                                             |

### Radio
| Año | Título         | Notas |
| --- | -------------- | ----- |
| -   | Snow           | -     |
| -   | Sugar and Snow | -     |

### Videojuegos
| Año  | Título | Personajes        | Notas                           |
| ---- | ------ | ----------------- | ------------------------------- |
| 2008 | Haze   | Voces Adicionales | prestó su voz para el personaje |

### Equipo misceláneo
| Año  | Título                            | Notas             |
| ---- | --------------------------------- | ----------------- |
| 2012 | The Hobbit: An Unexpected Journey | lector            |
| 2007 | Eastern Promises                  | asesor de diálogo |

### Teatro
| Año  | Obra            | Personaje | Director (a)  | Teatro           | Notas                                                           |
| ---- | --------------- | --------- | ------------- | ---------------- | --------------------------------------------------------------- |
| 2010 | Blood and Gifts | Saeed     | Howard Davies | National Theatre | junto a Danny Ashok, Nick Barber, Kammy Darweish e Ian Drysdale |

## Premios y nominaciones
| Año  | Categoría        | Premio               | Nominado | Resultado |
| ---- | ---------------- | -------------------- | -------- | --------- |
| 2012 | Best Performance | Rob Knox Film Awards | -        | Ganador   |